# Los Pinos, Ixmiquilpan
Los Pinos är en ort i Mexiko.   Den ligger i kommunen Ixmiquilpan och delstaten Hidalgo, i den sydöstra delen av landet, 120 km norr om huvudstaden Mexico City. Los Pinos ligger 1 731 meter över havet och antalet invånare är 267.
Terrängen runt Los Pinos är huvudsakligen kuperad, men den allra närmaste omgivningen är platt. Runt Los Pinos är det ganska tätbefolkat, med 96 invånare per kvadratkilometer. Närmaste större samhälle är Ixmiquilpan, 5,7 km sydväst om Los Pinos. Trakten runt Los Pinos består till största delen av jordbruksmark.